# Sandro Achmeteli
Aleksandre (Sandro) Achmeteli (gruz. ალექსანდრე (სანდრო) ახმეტელაშვილი; ur. 13 kwietnia 1886 we wsi Anaga, zm. 27 czerwca 1937) – gruziński pisarz, malarz, reżyser. 

## Życiorys
Sandro Achmeteli urodził się w górskiej wiosce Anaga w regionie Kachetii w rodzinie księdza. Pracował w teatrze im. Szoty Rustawelego w Tbilisi, gdzie do 1937 roku był dyrektorem artystycznym i głównym reżyserem. Po przemówieniu Berii z dnia 15 maja 1937 roku, w którym Beria zaatakował grupę artystów gruzińskich, za niewystarczające jego zdaniem poparcie ustroju sowieckiego, aresztowany i zabity w 1937 roku.

## Źródła internetowe
- Biografia (gruz.)
- Achmeteli Sandro (Aleksandr), [w:] Encyklopedia PWN [online], Wydawnictwo Naukowe PWN [dostęp 2019-12-17].